# Adrian Sieber (Komponist)
Adrian Sieber (* 1975) ist ein deutscher Komponist und Musiker.
Adrian Sieber studierte Jazz- und klassische Gitarre am Richard-Strauss-Konservatorium München bei Peter O’Mara und Barbara Polasek und begann dann ein Kompositionsstudium bei Heinz Winbeck an der Hochschule für Musik Würzburg, welches er im Mai 2009 mit dem Meisterklassendiplom abschloss.
In den vergangenen Jahren wurden Solo- und Kammermusikwerke von Adrian Sieber in zahlreichen Städten in Deutschland und Österreich aufgeführt und mehrfach von Rundfunkanstalten mitgeschnitten und ausgestrahlt (u. a. BR, SWR, WDR, ORF). Weiterhin machte Adrian Sieber durch zwei Opernproduktionen auf sich aufmerksam, so wurde er im Januar 2006 für seine Kurzoper „Tod eines Schneiders“ mit dem 2. Preis beim Berliner Opernpreis der Neuköllner Oper ausgezeichnet, seine Oper „Vertigo“ wurde 2009 uraufgeführt.
Adrian Sieber arbeitet momentan hauptsächlich als Komponist für Theater und Film. Seit der Spielzeit 2010–2011 ist er u. a. bei einigen Produktionen des Theater Augsburg als Komponist und musikalischer Leiter tätig.
Er unterrichtet an der Otto-Friedrich-Universität Bamberg Gehörbildung, Tonsatz und Arrangement.

## Werke (Auswahl)
- Musik zu Grüße aus Deutschland
- Die gestundete Zeit, Gedichte von Ingeborg Bachmann für Tenor und Gitarre, 2001
- Stummfilmmusik zu The Musketeers of Pig Alley (2004)
- Tod eines Schneiders, Kurzoper zum Fall Rudolph Moshammer, UA 1. Juni 2006
- Bühnenmusik zu Marieluise Fleißers Stück Fegefeuer in Ingolstadt, UA 18. November 2006
- Gentzgasse – ein künstlerisches Abendessen für Tuba und Harfe, UA 11. Dezember 2007

## Filmografie (Auswahl)
- 2008: Fremdkörper – Beinahe ein Roadmovie
- 2010: Zwischen Welten – Vom Aufwachen in einem anderen Leben
- 2010: Stationspiraten
- 2012: Lost Place